# Anthops ornatus
Anthops ornatus é uma espécie de morcego da família Hipposideridae. É a única espécie do gênero Anthops.
São chamados popularmente de morcegos-cara-de-f
lor.

## Distribuição
Morcegos-cara-de-flor são restritos às ilhas de Bougainville e Buka em Papua Nova Guiné, e às Ilhas Salomão. 

A espécie varia do nível do mar até 411 m de altitude. É considerada extremamente rara em toda a sua extensão.

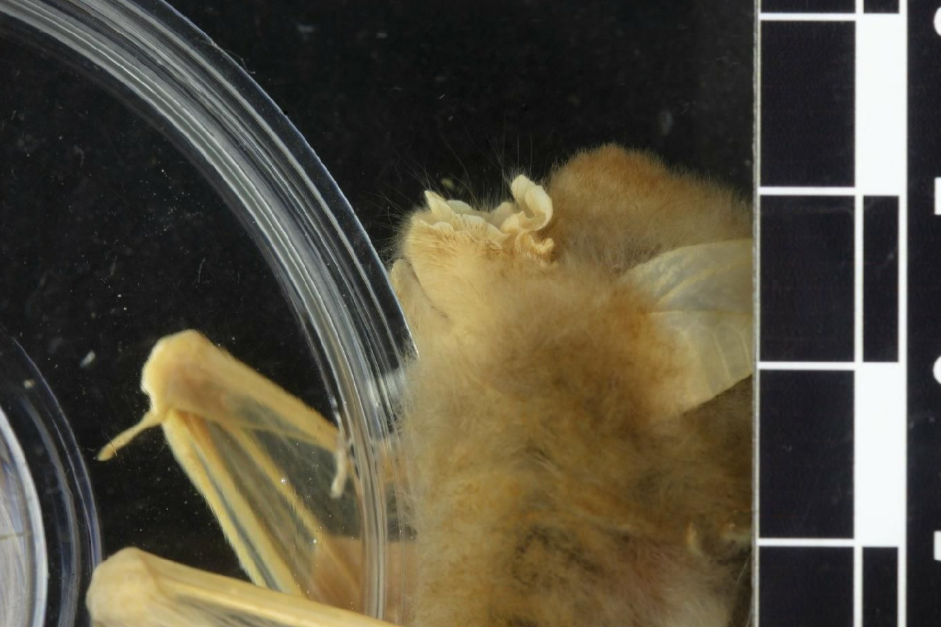
Visão lateral da cabeça de A. ornatus
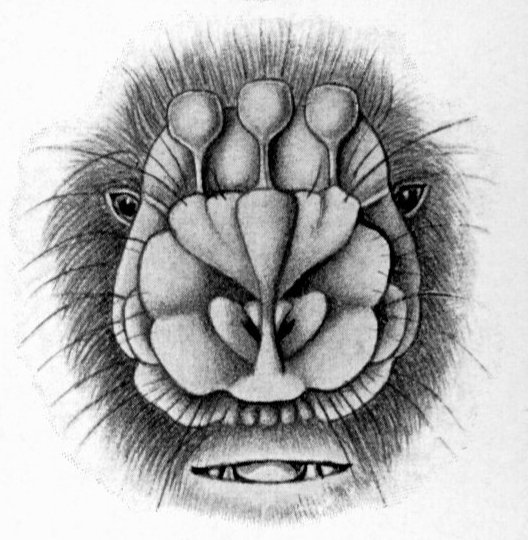
Ilustração do rosto de A. ornatus

## Ecologia
Esta espécie foi registrada em florestas tropicais úmidas de terras baixas. Acredita-se que seja um insetívoro que coleta folhagens. O habitat de poleiro é desconhecido, mas especula-se que ele pode não se empoleirar em cavernas (dado o número de cavernas dentro da área de distribuição da espécie) e que, em vez disso, pode se empoleirar em cavidades de árvores ou figueiras estranguladoras.

## Conservação
Anthops ornatus é listado como Vulnerável sob o critério da IUCN, com um declínio no tamanho da população de pelo menos 30% entre 2005 e 2020, e um declínio na área e qualidade do habitat devido à exploração madeireira contínua e expansão de jardins de subsistência.